# Fragaria nipponica
Fragaria nipponica là một loài dâu tây hoang dã có nguồn gốc ở phía tây đảo Honshū, Nhật Bản, với một thứ duy nhất Fragaria nipponica var. yakusimensis trên đảo Yakushima. Một số nhà thực vật học coi chúng là từ đồng nghĩa của Fragaria yezoensis.
Tất cả các loài dâu tây có số lượng đơn bội cơ bản là 7 sắc thể. Fragaria nipponica là loài lưỡng bội, có 2 cặp nhiễm sắc thể này với tổng số 14 nhiễm sắc thể.
Fragaria nipponica, đặc biệt là var.yakusimensis, được trồng ở Nhật Bản để lấy quả.